# Ariocarpus agavoides
Ariocarpus agavoides es una especie de planta suculenta perteneciente al género Ariocarpus, dentro de la familia Cactaceae. Es endémica de México y su hábitat natural son los desiertos tórridos de Tula Tamaulipas y San Luis Potosí.

## Descripción

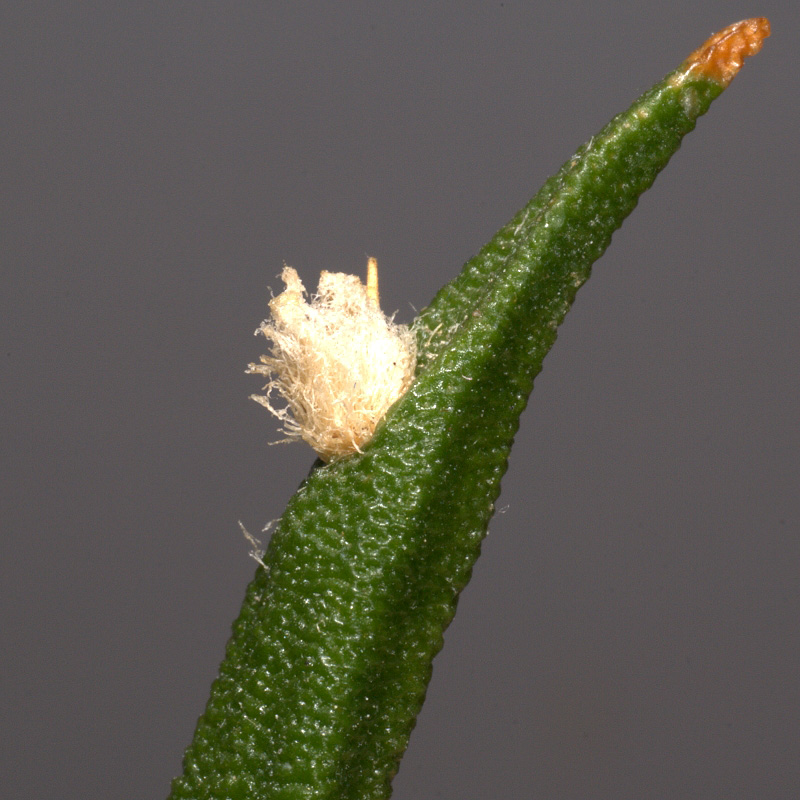
Detalle de la areola.

Ariocarpus agavoides es una especie de cactus que crece con el cuerpo semienterrado en la tierra. Es de color verde oscuro a marrón y puede alcanzar un diámetro de 3 a 8 cm y de 2 a 6 cm de alto. Presenta una serie de verrugas, protuberancias o tubérculos (parecidas a hojas) que sobresalen de la base del tallo, de 2 a 4 cm de largo y de 0,5 a 1 cm de ancho.
Las areolas están cerca de las puntas de estas protuberancias o tubérculos, y ocasionalmente aparecen  pequeñas espinas de hasta 7 mm de largo (aunque pueden estar ausentes). 

Las flores son de color rosa a magenta y alcanzan un diámetro de 3,5 a 4,5 centímetros. Los frutos van de esféricos a alargados, son de color rojo rosado a púrpura rojizo y se vuelven marrones cuando maduran. Miden de 1 a 2 centímetros de largo.

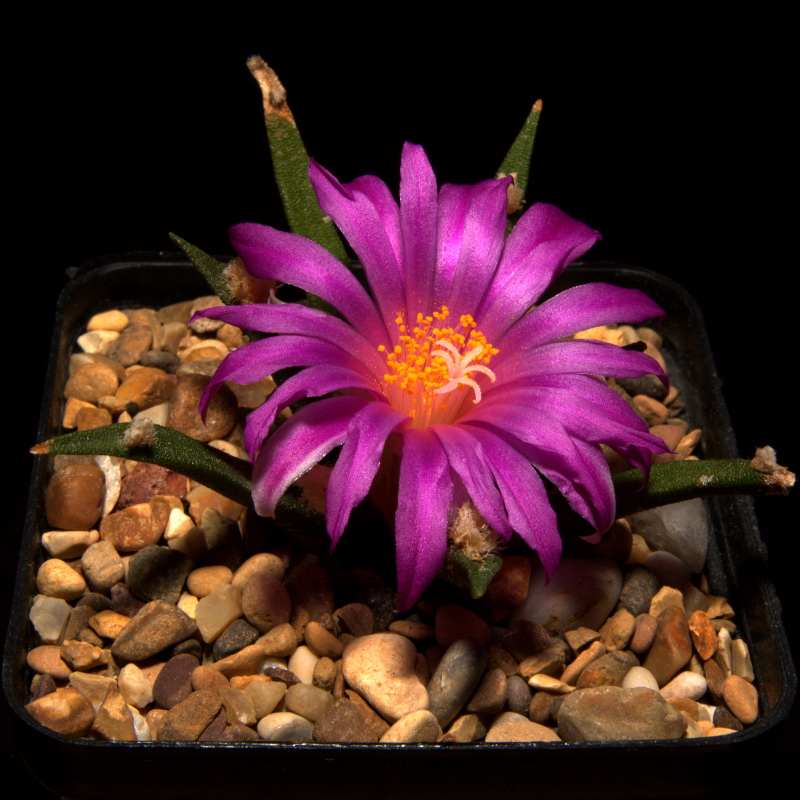
Detalle de la flor

## Distribución y hábitat
El área de distribución nativa de esta especie es el noroeste de México (de Tamaulipas a San Luis Potosí) y crece principalmente en biomas desérticos o de matorrales secos, sobre piedra caliza.

## Taxonomía
La primera descripción de esta especie fue como Neogomesia agavoides, publicada en 1941 por el botánico Marcelino Castañeda en la revista científica Cactus and Succulent Journal (Los Ángeles) 13: 99, quien creó su nuevo género monotípico Neogomesia para la especie.
Más tarde, el botánico estadounidense Edward Frederick Anderson trasladó la especie en el género Ariocarpus, por lo que pasó a llamarse Ariocarpus agavoides. Registró estos cambios en el libro The American Botanist and Florist 99: 615, publicado en 1962.
Etimología
- Ariocarpus: nombre genérico formado a partir de las palabras griegas aria (que significa 'blanco' o 'blanquecino') y carpus (que significa 'fruto'), en alusión al color blanco tan característico de sus frutos.
- agavoides: epíteto específico que deriva del sufijo griego -oides (que significa 'parecer') y el género Agave, haciendo referencia a que esta especie se parece a las especies del género Agave.[5]

## Estado de conservación
En la Lista Roja de Especies Amenazadas de la UICN, la especie está clasificada como “En Peligro (EN)”.

## Usos
Se cultiva principalmente como planta ornamental y su propagación se realiza normalmente a través de semillas.